# Nuphar
Nuphar là chi duy nhất của phân họ Nupharoideae trong họ Súng (Nymphaeaceae). Có khoảng tám loài phổ biến ở Bắc bán cầu.

### Các loài
Nuphar Section Astylus
- Nuphar advena (Aiton) W.T.Aiton
- †Nuphar carlquistii DeVore, Taylor, & Pigg
- Nuphar polysepala Engelm.-Wocus
- Nuphar sagittifolia (Walter) Pursh
- Nuphar variegata Engelm. ex Durand

Nuphar Section Nuphar
- Nuphar japonica DC.
- Nuphar lutea (L.) Sm. (type species)
- Nuphar microphylla (Pers.) Fern[4]
- Nuphar pumila (Timm) DC.

## Gallery

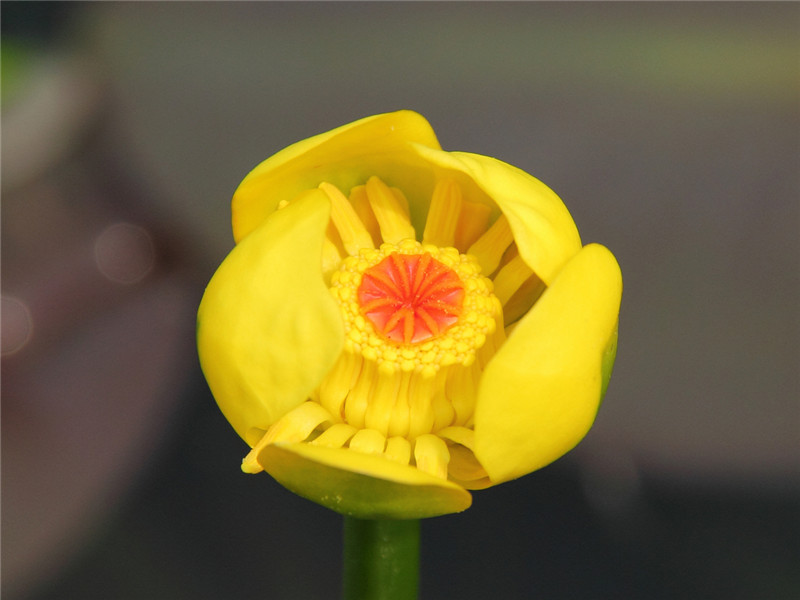
Nuphar pumila
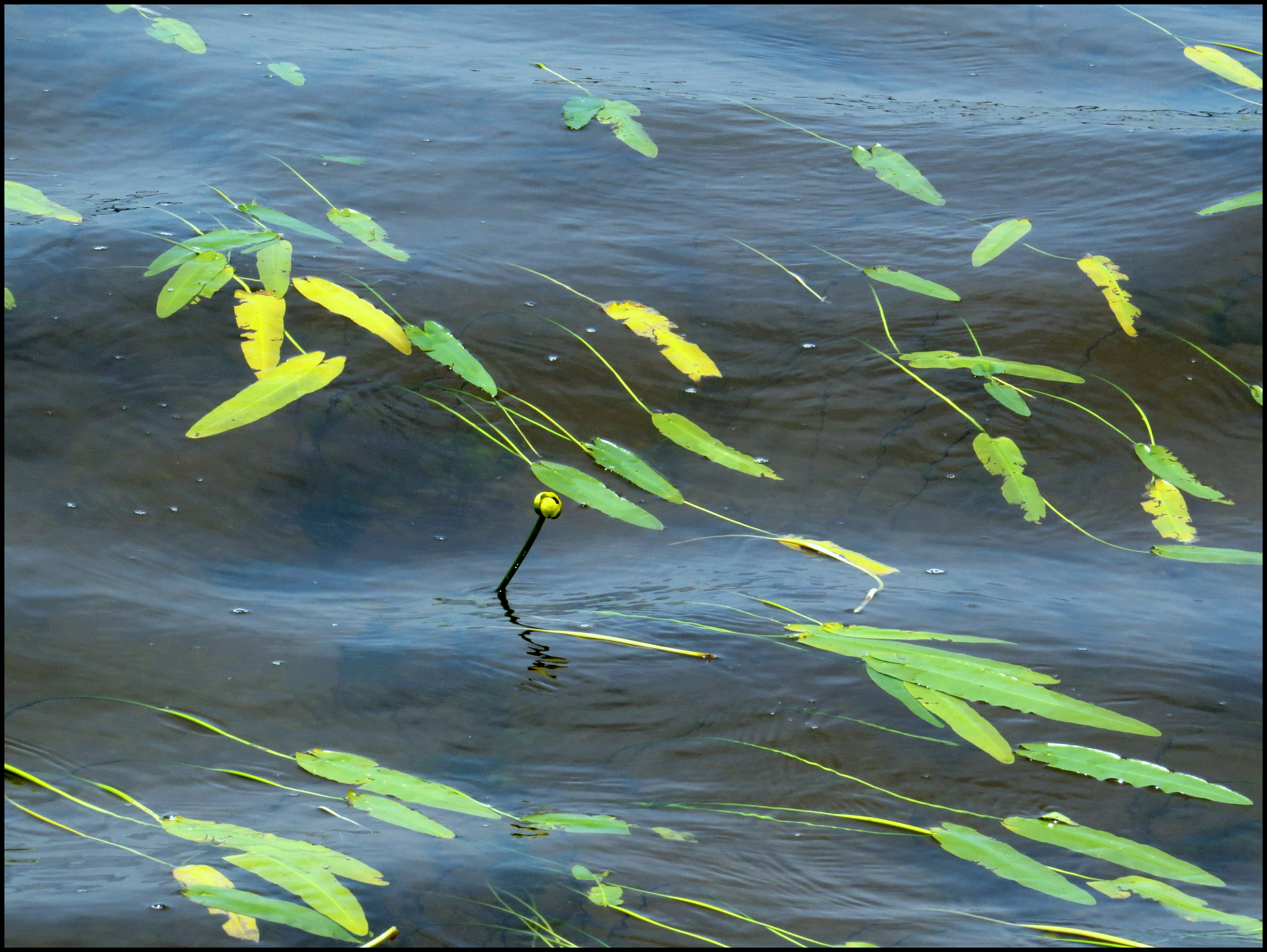
Nuphar sagittifolia, leaves sagittate
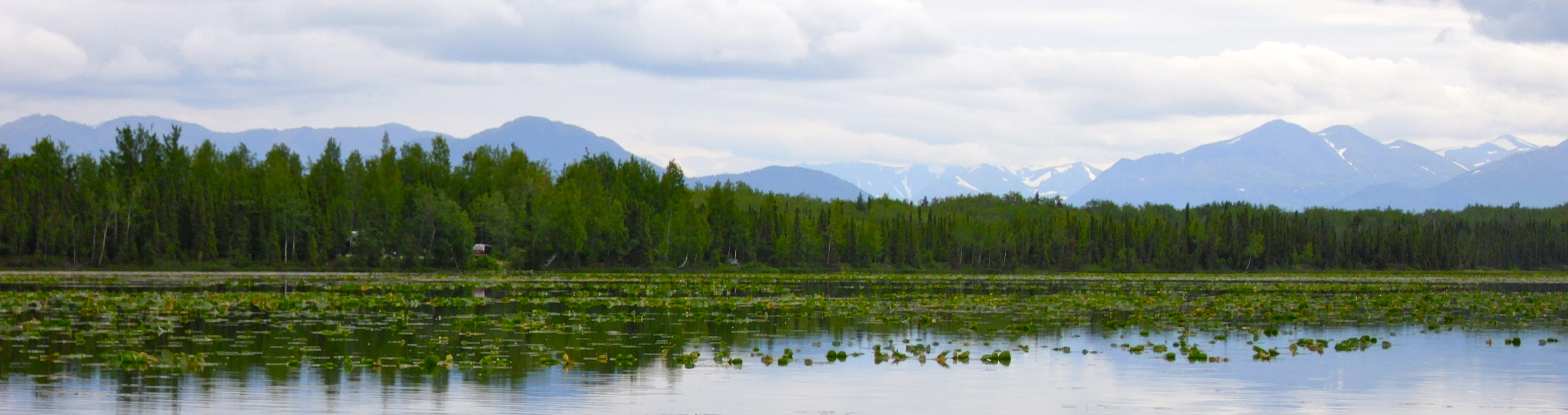
"Field" of Nuphar on a small lake, Kenai National Wildlife Refuge, Alaska